# كارتر لارسن
كارتر لارسن (بالإنجليزية: Carter Larsen)‏ هو ملحن وعازف بيانو أمريكي، ولد في القرن العشرين.

## وصلات خارجية
- الموقع الرسمي
- كارتر لارسن على موقع IMDb (الإنجليزية)